# Anolis orcesi
Anolis orcesi este o specie de șopârle din genul Anolis, familia Polychrotidae, descrisă de Lazell 1969. Conform Catalogue of Life specia Anolis orcesi nu are subspecii cunoscute.